# Agenzia internazionale per la prevenzione della cecità
L'Agenzia internazionale per la prevenzione della cecità, nota anche con la sigla IAPB (dall'inglese International Agency for the Prevention of Blindness), è una onlus (già ente morale) che mira a diffondere una cultura sanitaria basata su check-up oculistici periodici e su un'informazione che riguarda la salute oculare e le buone pratiche per la prevenzione delle malattie oculari (in particolare quelle che portano a ipovisione e cecità).
Esiste anche la sezione italiana, che venne fondata nel 1977 e la cui esistenza venne riconosciuta ufficialmente dallo Stato con la legge n. 184 del 28 agosto 1997. Questa sezione tra l'altro porta avanti programmi in collaborazione con l'Unione italiana dei ciechi e degli ipovedenti (da cui la IAPB Italia onlus è stata fondata assieme alla Società oftalmologica italiana), col Ministero della Salute e con l'Organizzazione mondiale della sanità (ad esempio Vision2020, programma con cui si mira ad eliminare la cecità evitabile sulla Terra entro l'anno 2020). Testimonial della sezione italiana è Annalisa Minetti.
L'attuale Presidente della IAPB Italia onlus, l'avv. Giuseppe Castronovo, è uno dei 16 membri della Commissione nazionale per la prevenzione della cecità voluta dal Ministero della Salute, creata in seguito a sollecitazioni dell'Organizzazione mondiale della sanità. Tale Commissione, Presieduta dal Prof. Mario Stirpe, è stata insediata ufficialmente a Roma il 14 dicembre 2009.